# نافع بن الأزرق
نافع بن الأزرق بن قيس الحنفي البكري. مؤسس فرقة الأزارقة إحدى فرق الخوارج.
صحب عبد الله بن عباس أول أمره، ثم ثار على عثمان بن عفان، وأيد علياً بن أبي طالب، إلى أن جاء واقعة التحكيم بين علي، ومعاوية بن أبي سفيان، فاجتمع معارضو التحكيم في حروراء (قرية من ضواحي الكوفة)، ونادوا بالخروج على علي، وكانت تلك بداية فرقة الخوارج.
عندما تولى عبيد الله بن زياد إمارة البصرة سنة 54 هـ (حوالي 674م) اشتد على الحرورين وقتل زعميهم مرداس بن حدير التميمي سنة 61 هـ (حوالي 681م). وعندما أعلن عبد الله بن الزبير ثورته على الأمويين، انضم توجه الحروريون مع نافع إلى مكة، وقاتلوا جنود الشام في جيش ابن الزبير، إلى أن توفي يزيد بن معاوية سنة 64 هـ (حوالي 684م)، فبويع ابن الزبير بالخلافة، وعندما سأله نافع وأصحابه في رأيه في عثمان، وعلي قال أنه عدو لأعداءهم، فكان أن انفضّوا عنه.
عندما ترك الخوارج الحروريون ابن الزبير انفضوا إلى فرقتين كبيرتين من الخوارج، الأولى اتجهت إلى البصرة وهي الأزارقة ويقودها نافع بن الأزرق، ويؤيده فيها عبد الله بن الصفار؛ وعبد الله بن إباض التميمي؛ وحنظلة بن بيهس، والأخرى اتجهت إلى اليمامة، وهي النجدات على اسم زعيمها نجدة بن عامر الحنفي، ومن أتباعها عبد الله بن ثور أبو فديك، وعطية بن الأسود.
غلب أنصار نافع على الأهواز؛ وفارس؛ وكرمان، وقتلوا عمال ابن الزبير، وكان ممن مع نافع قطري بن الفجاءة، وعبيد الله بن الماحوز. أرسل الوالي الأموي عبد الله بن الحارث بن نوفل أمير البصرة جيشاً بقيادة المهلب بن أبي صفرة، والتقى المهلب معهم في معارك عنيفة أدّت إلى مقتل نافع في معركة قرب الأهواز، واستخلاف عبيد الله بن الماحوز مكانه.

## نسبه
أبو راشد نافع بن الأزرق بن قيس بن نهار بن إنسان بن أسد بن صبرة بن ذهل بن الدول بن حنيفة بن لجيم بن صعب بن علي بن بكر بن وائل.